# Canavalia papuana
Canavalia papuana är en ärtväxtart som beskrevs av Elmer Drew Merrill och Lily May Perry. Canavalia papuana ingår i släktet Canavalia och familjen ärtväxter. Inga underarter finns listade i Catalogue of Life.